# Александар Драгович
Александар Драгович (нім. Aleksandar Dragović, серб. Александар Драговић; нар. 6 березня 1991, Відень) — австрійський футболіст сербського походження, центральний захисник сербського клубу «Црвена Звезда» та збірної Австрії з футболу.

## Біографія

### Ранні роки
Батьки Драговича родом з містечка Гроцка у передмісті Белграда, але переїхали до Австрії ще до народження сина. Свого біологічного батька Александар ніколи не бачив, і жив з вітчимом, що працював кухарем. Але найбільше вихованням Александра займався його дідусь, коли батьки хлопця на три роки поїхали працювати на Нідерландські Антильські острови. Саме дід відправив п'ятирічного Александара у футбольну школу місцевої «Аустрії». Кілька років Драгович займався і навчанням, і тренуваннями, але клубна академія була занадто далеко від будинку, і внаслідок підліток вирішив сконцентруватися на футболі.
Драгович пройшов усі сходинки навчання в академії віденського клубу, після чого був зарахований до складу аматорської команди «Аустрії».

### «Аустрія»

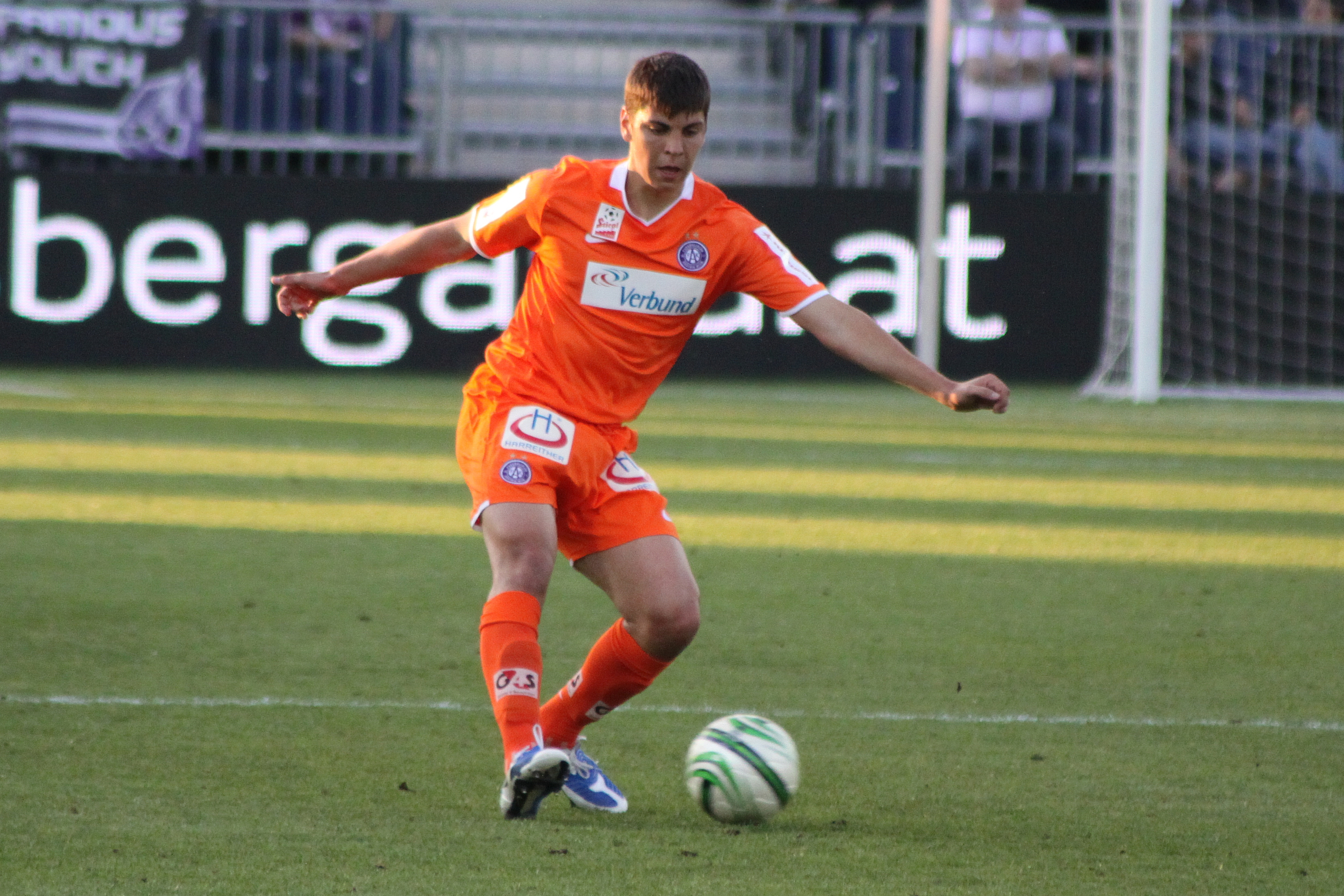
Александар Драгович під час виступів за «Аустрію». 22 квітня 2009 року

Потрапивши 6 травня 2008 року у віці 17 років до заявки на матч «Аустрії-2», яка виступала в Ерсте-лізі проти «Граткорну», молодий півзахисник заключні два матчі сезону 2007/08 провів уже в основному складі, зазнавши разом із товаришами по команді домашньої поразки від «Карнтена» — 0:1, а потім здобувши виїзну перемогу над «Шваненштадтом» — 2:0, заробивши при цьому на 50-й хвилині свою першу на професійному рівні жовту картку.
Дебют Драговича, який підписав із «Аустрією» річний контракт, стався в австрійській Бундеслізі 13 травня 2008 року у грі другого туру проти «Капфенберга» (2:2). Драгович провів на полі останні 15 хвилин матчу, вийшовши на заміну замість Маріо Базіни. У своєму першому сезоні він взяв участь у чемпіонаті в 17 матчах, провівши загалом 1202 хвилини. Проте, головним досягненням для Александра в цьому сезоні стала остаточна перекваліфікація його головним тренером команди Карлом Даксбахером у центральні захисники, де його наставником на полі став досвідчений польський ветеран Яцек Бонк. Крім цього в тому сезоні Александар виграв свій трофей, перемігши разом із партнерами по команді у фіналі Кубка Австрії «Адміру Ваккер» — 3:1.
Сезон 2009/10 Драгович уже розпочав вже як основний центрбек, зігравши в австрійській першості 32 матчі й відставши лише на кілька очок від кількох очок від зальцбурзького «Ред Булла», що виграв чемпіонат.
Після цього Драгович провів ще першу половину сезону 2010/11 за віденців, де також був основним центральним захисником команди, зігравши ще 18 матчів за збірну і забивши свій дебютний гол в чемпіонатах.

### «Базель»
На початку 2011 року приєднався до швейцарського «Базеля». Потрапивши до команди Торстена Фінка, він, пропустивши першу гру другої половини сезону проти «Туна», дебютував 12 лютого в грі проти «Санкт-Галлена», яку його нова команда завершила впевненою перемогою з рахунком 3-0. Після цього новачок без замін відіграв у всіх наступних 16 матчах до кінця чемпіонату, зробивши істотний внесок до здобутого своїм новим клубом звання чемпіонів Швейцарії, причому в останніх сімох вирішальних матчах Суперліги оборона базельців пропустила лише чотири голи.
Наступний сезон для Александара виявився ще більш вдалим. Поряд з перемогою в Чемпіонаті та Кубку Швейцарії, клуб несподівано вдало виступив виступу в груповому етапі Ліги чемпіонів, де «Базель» вже під керівництвом нового тренера Хайко Фогеля вибив «Манчестер Юнайтед» Алекса Фергюсона і вийшов в плей-оф. В першому раунді плей-оф швейцарцям довелося грати проти німецької «Баварії». Після перемоги «Базеля» вдома 1:0 німецька преса розтиражувала слова Драговича про те, що «Баварії» не надто варто сподіватися на свого головного забивалу Маріо Гомеса. «Він форвард так собі. Забиває, зазвичай, лише на добиванні, з пари метрів. Ми його легко прикриємо! Це не суперфорвард». Проте на виїзді Драгович з партнерами поступився німецькій команді з рахунком 7:0, а Маріо Гомес забив чотири голи.
Навесні 2012 року «Базель» виграв Кубок Швейцарії. Трофей переможцям вручав Улі Маурер — відомий політичний діяч, Член Федеральної ради Швейцарії, тоді ще віце-президент країни, з 2013 року — її президент. Драгович, який стояв позаду, ляснув долонею Улі по голові, після чого відвернувся. Без уваги цей епізод не залишився. Виступали з цього приводу навіть депутати та міністри. Говорили про недозволену поведінку по відношенню до представника влади, про санкції. Виступив і сам Маурер, який сказав, що це не застосування фізичної сили, а звичайна зарозумілість молодої людини, що проявилася на тлі емоцій. Офіційні вибачення приніс «Базель», вибачився сам Драгович, який списав все на емоції, що поглинули його. В підсумку австрійця на два матчі дискваліфікували «за неналежну, образливу поведінку та порушення етичних норм», а клуб серйозно оштрафували.
Сезон 2012/13 ознаменувався спадом у грі команди. Із 11 стартових поєдинків чинні чемпіони Швейцарії змогли виграти лише чотири, й Фогеля було відправлено у відставку, а його місце зайняв харизматичний Мурат Якін, який за часів ігрової кар'єри також був захисником. Отримавши вотум довіри від нового наставника, Драгович провів свій найкращий сезон у кар'єрі. Загалом він зіграв 55 матчів, включаючи єврокубки, виграв учергове титул чемпіона Швейцарії та дістався з командою півфіналу Ліги Європи. Крім того у грудні 2012 року Драговича було визнано найкращим захисником швейцарської Суперліги. А за підсумками сезону Александар був визнаний найкращим захисником першості Швейцарії. За версією офіційного сайту УЄФА увійшов до символічної збірної групового турніру Ліги Європи (разом з іншим майбутнім «динамівцем» Бенуа Тремулінасом, а також Євгеном Коноплянкою та тодішнім харків'янином Тайсоном).
Протягом усього сезону центральний захисник «Базеля» був об'єктом пильного інтересу цілої низки клубів англійської Прем'єр-ліги й не тільки. Проте основним кандидатом на придбання австрійського футболіста виступив міланський «Інтер». Селекціонери «Інтера» пильно спостерігали за Драговичем в те міжсезоння, зокрема під час товариського матчу «Базеля» та «Фортуни» з Дюссельдорфа, який з рахунком 3:0 "Базель виграв, після чого вибір на користь Драговича зробив головний тренер міланців Вальтер Маццаррі. Фінансові умови майбутнього контракту були майже вирішені. «Базель» мав отримати 8 мільйонів євро плюс можливі бонуси, а сам гравець отримав би 1,1 млн євро за сезон. Проте в останній момент в переговорах виникла тривала та напружена пауза, яка викликала нерозуміння та досаду у керівництва «Базеля», яке вирішило що «Інтер» поводиться з ними не як з рівноцінним партнером. Саме в цей момент київське «Динамо» виклало клубу і гравцю конкретну пропозицію, проте Драгович спочатку відмовився і навіть провів матч чемпіонату в рамках нового сезону проти «Грассгоппера», але вже незабаром погодився переїхати до України, ставши найдорожчим Австрійським футболістом в історії.

### «Динамо»

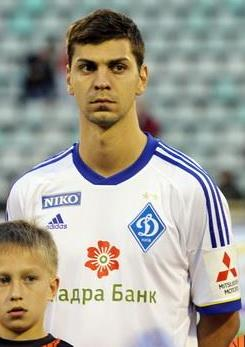
Александр Драгович під час виступів за «Динамо» перед фіналом Кубка України 2014

26 липня 2013 року підписав п'ятирічний контракт з київським «Динамо» і став першим австрійцем в історії команди та другим в усьому чемпіонаті (після Маркуса Бергера). За «біло-синіх» дебютував 11 серпня в домашньому матчі 5-го туру чемпіонату проти одеського «Чорноморця», провівши на полі увесь матч і заробивши жовту картку. Александар відразу став основним захисником киян, утворивши пару центральних захисників з Євгеном Хачеріді, і провів за перший сезон 21 матч у чемпіонаті, а також зіграв в усіх п'яти матчах на кубок, допомігши команді здобути цей трофей. У матчі Ліги чемпіонів УЄФА, проти «Челсі», забив два м'ячі. Один у свої ворота, другий у ворота суперників.

### «Баєр 04»
Наприкінці серпня 2016 року став гравцем німецького клубу «Баєр 04». Утім, завоювати місце в основі команди Рогера Шмідта не зміг і невдовзі відправився в річну оренду до «Лестер Сіті». 

### «Лестер Сіті»
31 серпня 2017 року був на рік орендований клубом англійської Прем'єр-ліги «Лестер Сіті». Гравцем основи у сезоні 2017—2018 в англійському клубі також не став, підміняючи когось із пари основних центральних захисників Вес Морган-Гаррі Магуайр.
«Црвена Звезда»
У кінці травня 2021 року залишив «Баєр 04» і підписав трирічний контракт із белградською «Црвена Звездою». За два сезони у футболці сербського гранда здобув чотири трофеї: два чемпіонства та стільки ж Кубків Сербії. 

## Виступи за збірні

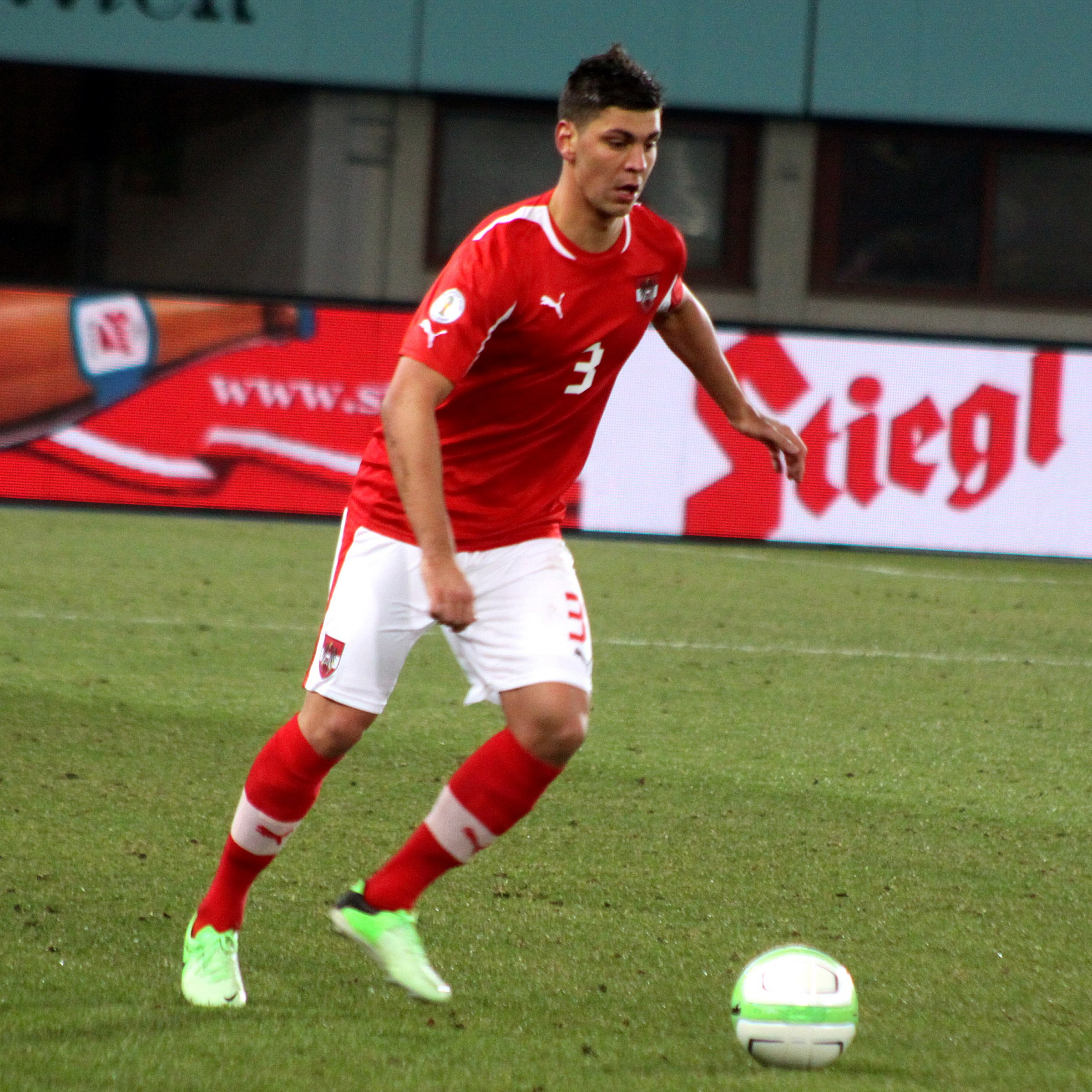
Александар Драгович у складі національної збірної Австрії. 22 березня 2013 року

Із 16-річного віку залучався до юнацьких збірних команд Австрії різних вікових категорій. Узяв участь у 18 іграх на юнацькому рівні, відзначившись 4 забитими голами.
Незважаючи на те, що Александар пройшов збірні Австрії різного віку, захисник все одно вважав себе сербом, тому до останнього чекав виклику в сербську національну команду. І лише після того, як зрозумів, що в Белграді про нього не розраховують, прийняв запрошення австрійської федерації.
6 червня 2009 року дебютував за національну збірну Австрії у відбірковій грі ЧС-2010 проти тієї ж таки Сербії. Тоді австрійська збірна програла у Белграді 0:1, а в підсумку завершила кваліфікацію на третьому місці і не пробилась на мундіаль.
Під час відбору на Євро-2012 Драгович вже став основним захисником збірної, проте збірна знову не пробилась на міжнародний турнір, зайнявши у групі 4 місце. Так само Драгович не зміг команді допомогти потрапити на чемпіонат світу 2014 року, зайнявши з командою 3 місце у кваліфікації.
Усього провів у формі головної команди країни 100 матчів, забив 2 голи. За кількістю зіграних матчів за збірну входить в топ-4 «гвардійців» в історії австрійської команди.

## Цікаві факти
- Уболівальники «Базеля» дали молодому австрійцю прізвисько «Драго» на честь відомого кінематографічного персонажа, втіленого на екрані Дольфом Лундгреном.
- Кумиром футболіста є сербський тенісист Новак Джокович, а серед футболістів найбільше симпатизує грі захисника Неманьї Видича.
- Дідусь Александара все життя підтримував «Црвену Звезду», що і передав онуку, з яким неодноразово був на місцевій «Маракані».
- Дружить з переможцем Ліги чемпіонів Давідом Алабою, з яким знайомий з раннього дитинства, коли вони разом виступали за дитячу команду «Аустрії» та збірні країни різних вікових категорій.
- Перед матчем-відповіді 1/8 фіналу Ліги чемпіонів сезону 2011—2012 років пообіцяв у разі виходу «Базеля» в наступний раунд, бігатиме по одній з головних вулиць Відня Кернтнерштрассе голяка, проте швейцарці той матч розгромно програли 0-7.
- У виїзній зустрічі з «Серветтом» Драго забив два голи, але святкуючи другий занадто агресивно, на думку судді, привітав уболівальників суперника, за що був вилучений з поля.
- Незважаючи на те, що народився і прожив все життя в Австрії, вважає себе сербом[11].

## Титули і досягнення
- Володар Кубка Австрії (1):

«Аустрія» (Відень): 2008-09
- Чемпіон Швейцарії (3):

«Базель»: 2010-11, 2011-12, 2012-13
- Володар Кубка Швейцарії (1):

«Базель»: 2011-12
- Чемпіон України (2):

«Динамо» (Київ): 2014-15, 2015-16
- Володар Кубка України (1):

«Динамо» (Київ): 2013-14
- Володар Суперкубка України (1):

«Динамо» (Київ): 2016
- Чемпіон Сербії (3):

«Црвена Звезда»: 2021-22, 2022-23, 2023-24
- Володар Кубка Сербії (3):

«Црвена Звезда»: 2021-22, 2022-23, 2023-24